# Orfeu Negro
Orfeu Negro ou Orfeu do Carnaval (na França, Orphée Noir; na Itália, Orfeo Negro) é um filme ítalo-franco-brasileiro de 1959, dirigido por Marcel Camus e com roteiro adaptado por Camus e Jacques Viot a partir da peça teatral Orfeu da Conceição, de Vinícius de Moraes.
A trilha sonora é de Tom Jobim e Luís Bonfá. Vinícius e Antônio Maria também tiveram músicas incluídas, mas, assim como Agostinho dos Santos, que interpretou a música-tema de Orfeu, "Manhã de Carnaval", não receberam os créditos. O filme teve outra versão em 1999, sob o nome Orfeu, dirigida por Cacá Diegues.
O filme ganhou o Oscar de melhor filme estrangeiro em 1960, representando a França. Trata-se da primeira produção de língua portuguesa a conquistar a estatueta do Oscar. É também, juntamente com Mustang e Emilia Perez, um dos filmes não francófonos a representar a França no Oscar.

## Enredo
O enredo é inspirado na mitologia grega, na história de Orfeu e Eurídice. A adaptação ambientou a obra no Brasil, em uma favela do Rio de Janeiro, na época do Carnaval. Eurídice vem fugida do sertão nordestino para morar na favela com sua prima Serafina. Ela tem medo de um homem que está perseguindo-a e quer matá-la; ela não sabe o motivo, mas pensa que esse homem talvez tenha gostado dela e, como ela não lhe deu confiança, ele agora quer se vingar. Ela apaixona-se perdidamente por Orfeu, que é noivo da bela e sedutora Mira. O tempo passa, Mira passa a perseguir Eurídice, com ciúmes. Serafina ajuda a prima a namorar Orfeu. Eurídice conhece o carnaval carioca ao lado de Orfeu, mas sempre se apavora e corre quando vê que o tal homem está perto.
Um dia, ela revela tudo a Orfeu. Ele a protege e diz que vai ficar ao seu lado. O namoro deles é puro e inocente, sem malícia. Passa o tempo. Um dia, se divertindo no último dia de carnaval, Eurídice teme que o homem apareça, e acha melhor voltar para a favela, que fica perto. Ela entra num beco escuro, para subir a favela, mas ela não conhece bem o local e fica assustada. O homem a encontra e a persegue. Ela sai correndo desesperada e entra num galpão velho e escuro. Ela tenta se esconder do homem, mas este a acha. Desesperada, ela pula de um tablado e se segura em um fio de alta tensão. Orfeu chega e liga a tensão, Eurídice cai e morre eletrocutada. Orfeu briga com homem e fica inconsciente, quando acorda se dá conta dos fatos. Ele fica desolado.
A ambulância chega e leva o corpo ao Instituto Médico Legal. Ele não pode ir junto. Quarta-feira de cinzas e Orfeu só sabe chorar. Ele vai atrás do corpo, faz uma sessão espírita na qual Eurídice baixa no corpo de uma senhora, mas, enfim, Orfeu acha seu corpo. Ele sequestra-o e leva à favela. Mira vê, e enfurecida,  joga uma pedra na cabeça de Orfeu. Com a pancada ele cai de uma ribanceira com o corpo morto de Eurídice nos braços e morre também.

## Elenco principal
- Breno Mello .... Orfeu
- Marpessa Dawn .... Eurídice
- Lourdes de Oliveira .... Mira
- Léa Garcia .... Serafina

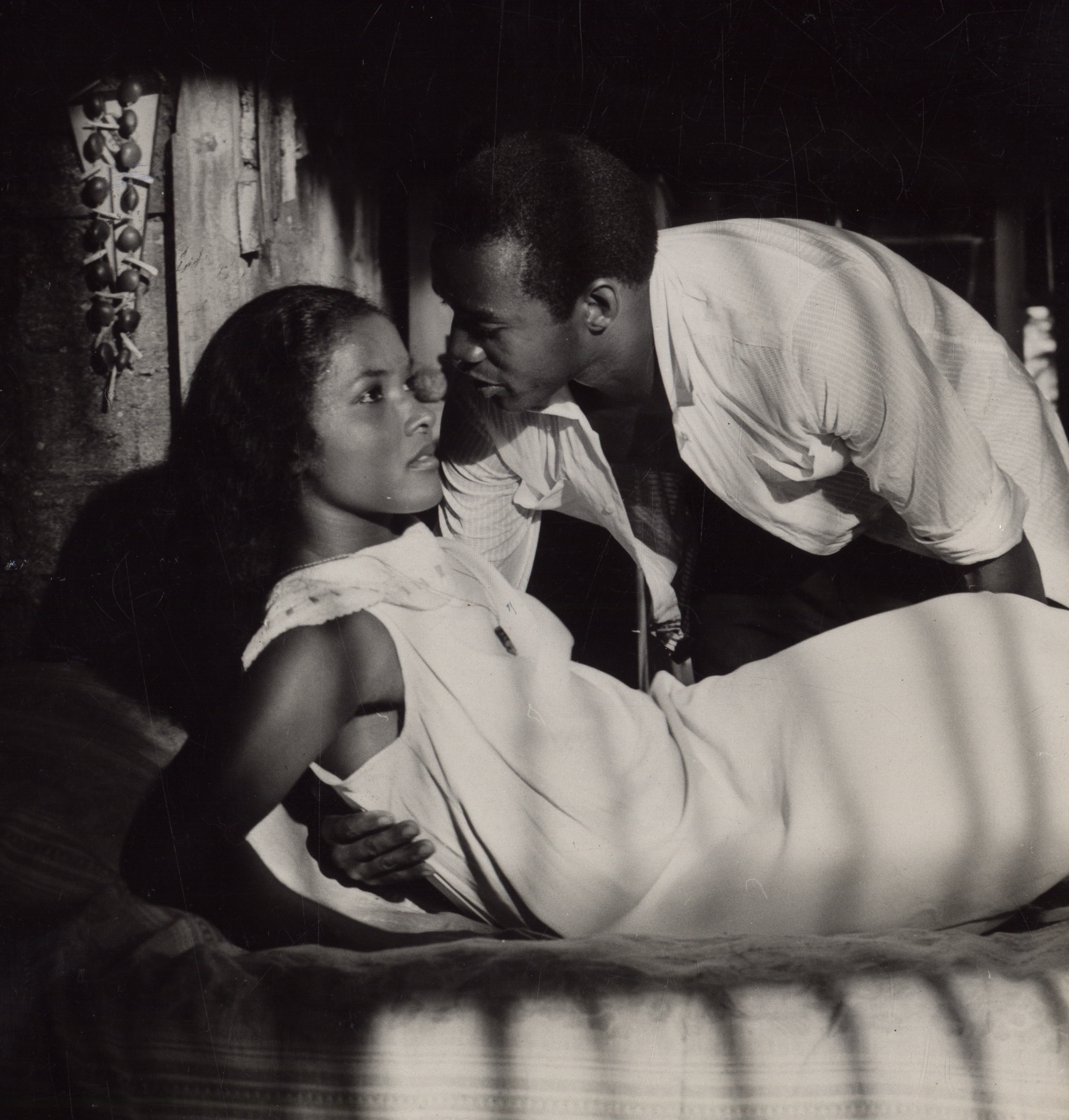
Breno Mello e Marpessa Dawn atuando em Orfeu Negro

- Adhemar Ferreira da Silva .... Morte
- Alexandro Constantino .... Hermes
- Waldir de Souza (Waldir 59) .... Chico Bôto
- Jorge dos Santos .... Benedito
- Aurino Cassiano .... Zeca
- Tião Macalé .... Homem vendendo o Gramofone.
- Cartola (participação especial)

## Principais prêmios e indicações
Festival de Cannes 1959 (França)
- Recebeu a Palma de Ouro.

Oscar 1960 (EUA)
- Vencedor na categoria de melhor filme em língua estrangeira (português/diretor).

Globo de Ouro 1960 (EUA)
- Venceu na categoria de melhor filme estrangeiro (França).

British Academy of Film and Television Arts 1961 (Reino Unido)
- Indicado na categoria de melhor filme em língua estrangeira (Brasil, França e Itália/produção).

## Influência
Orfeu Negro foi citado por Jean-Michel Basquiat como uma de suas primeiras influências musicais, enquanto Barack Obama observa em seu livro de memórias Dreams from My Father (1995) que era o filme favorito de sua mãe.
Obama, no entanto, não compartilhar preferências de sua mãe após a primeira a ver o filme durante seus primeiros anos na Universidade de Columbia: "de repente eu percebi que a representação dos negros infantis que eu estava vendo agora na tela, a imagem inversa de selvagens escuros de Conrad, era o que minha mãe tinha levado com ela para o Havaí todos aqueles anos antes, um reflexo das fantasias simples que haviam sido proibidas de uma menina branca, de classe média do Kansas, a promessa de uma outra vida: quente, sensual, exótica, diferente.

## Remakes e adaptações
Em 1999, um novo filme, Orfeu, foi feita por Cacá Diegues, com uma trilha sonora que caracteriza o cantor e compositor brasileiro Caetano Veloso. O diretor disse que não era um remake de Orfeu Negro, mas um filme baseado na peça original de Vinicius de Moraes, de 1956.
Em julho de 2014, uma adaptação musical de Broadway Orfeu Negro foi anunciada, a ser escrita por Lynn Nottage e dirigido por George C. Wolfe.

## Na cultura popular
Cenas do filme foram utilizados no lyric vídeo da música Afterlife da banda Arcade Fire, de 2013.